# Zamek w Czernelicy
Zamek w Czernelicy – dawna warownia w Czernelicy na Ukrainie, w obwodzie iwanofrankiwskim, w rejonie horodeńskim.

## Historia
Budowę zamku datuje się na okres między 1607 r. a 1636 r., zaś jej fundatorem była przypuszczanie Jadwiga Bełżecka z Jazłowieckich. Powstały wtedy pierwsza kondygnacja bramy wjazdowej, północno-wschodni bastion oraz fundamenty kurtyn i pozostałych bastionów. Budowę przerwano w wyniku najazdu zięcia Jadwigi Bełżeckiej wojewody kijowskiego Janusza Tyszkiewicza. Po śmierci Jadwigi Bełżeckiej zamek stał się własnością Marianny Stanisławskiej z Czuryłów, żony starosty kamienieckiego Michała Stanisławskiego. Po śmierci tejże Czernelicę odziedziczyła jej córka, Eufrozyna Stanisławska, której drugim mężem był starosta krzemieniecki, książę Michał Jerzy Czartoryski, wojewoda bracławski. Drugi etap budowy przeprowadzono w latach 1650-1659 roku z funduszy Michała Jerzego Czartoryskiego. Wybudowano wtedy drugą kondygnację bramy wjazdowej, na której od zewnątrz umieszczony został wielki kamienny herb Czartoryskich, Pogoń, a na wewnętrznej stronie – herb Eufrozyny, Pilawa. Zbudowano także bastiony: północno-zachodni, południowo-zachodni i południowo-wschodni, kurtyny, magazyny, spichlerze oraz pałac w południowej części zamku. Po 1659 roku była to na Pokuciu jedna z ważniejszych twierdz I Rzeczypospolitej. 
Warownia zniszczona została latach 1672 i 1676 w wyniku wojen tureckich i odbudowana następnie na rozkaz króla Polski Jana III Sobieskiego. 
Do lat 30. XIX wieku zamek pełnił rolę rezydencji mieszkalnej członkom rodów takich jak Potoccy, Stadniccy i Cieńscy. Po wyprowadzce tych ostatnich zamek zaczął popadać w ruinę.

## Architektura
Zamek wybudowano jako czworokątną fortyfikację z czterema bastionami w narożach, połączonych murami i wałami usypanymi z ziemi. Po stronie zachodniej stał ozdobny parterowy budynek mieszkalny, zwany pałacem. Z zamku do czasów współczesnych zachowała się okazała brama wjazdowa do obiektu z połowy XVII w. ze sklepionym portalem, nad którym znajduje się tarcza herbowa z godłem Pogoń, nakryta mitrą symbolizującą książęcy ród Czartoryskich. Widoczny jest również rozległy czworoboczny zarys podwójnych murów obwodowych twierdzy.

## Galeria

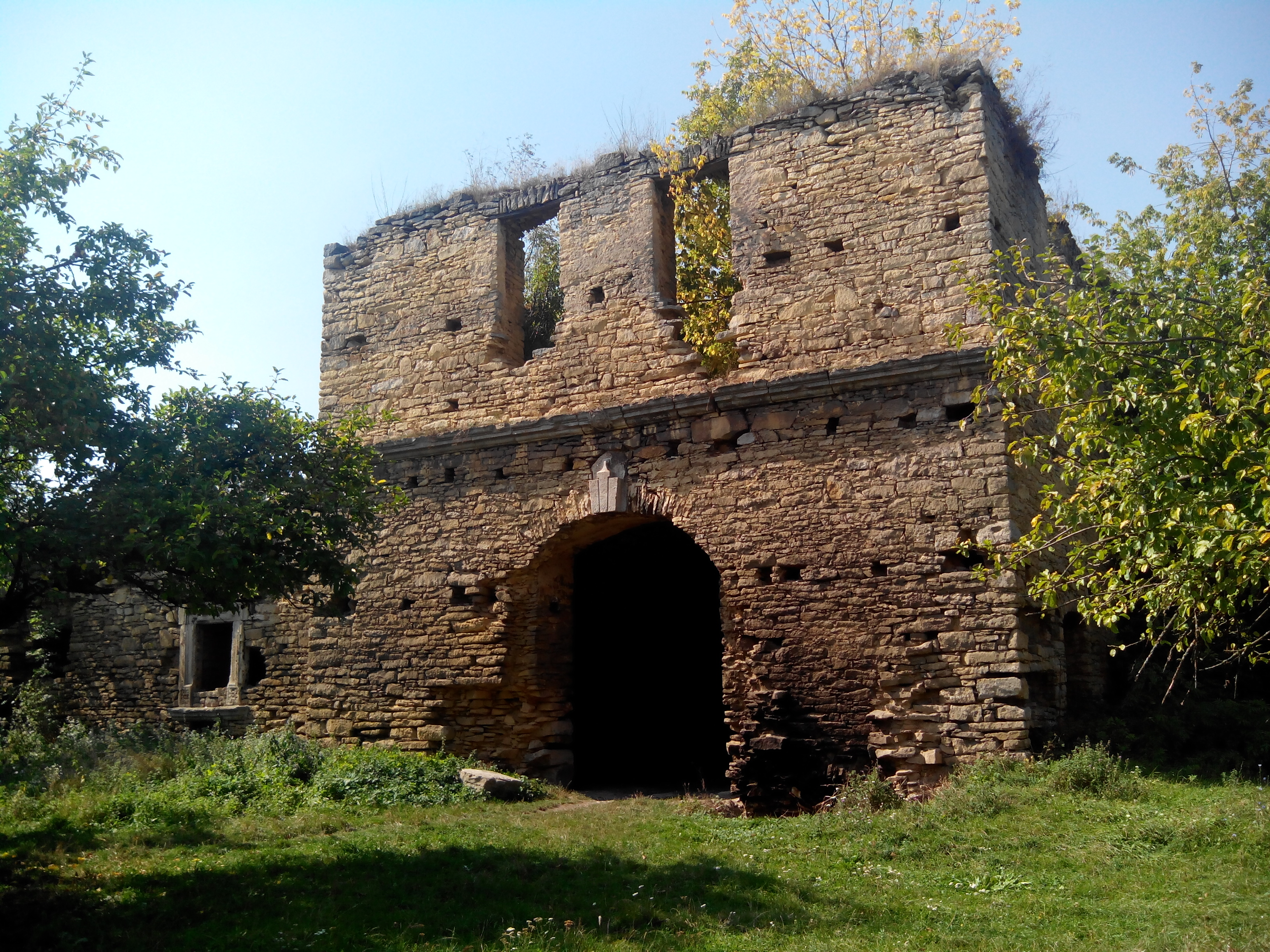
Zamek
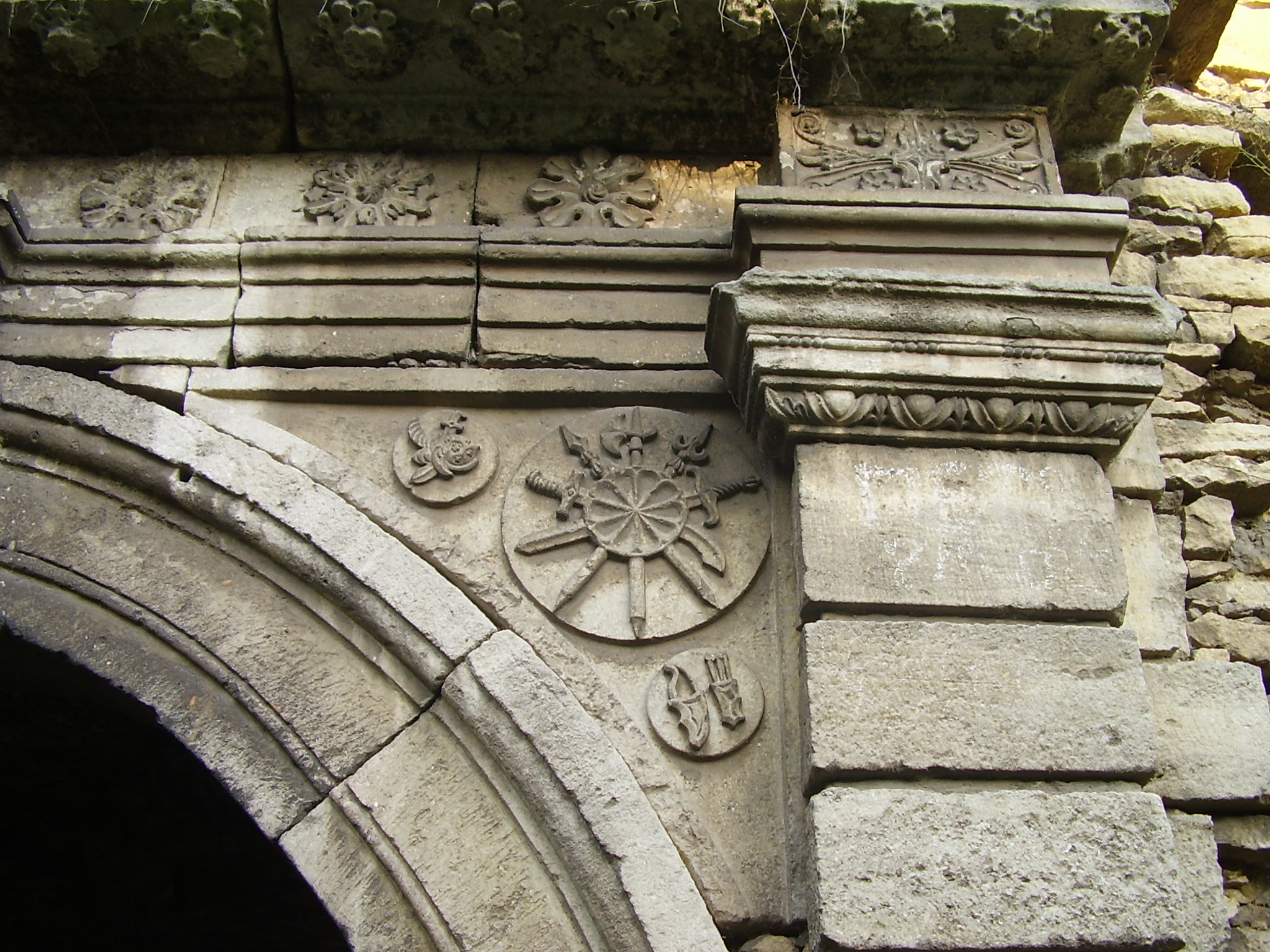
Brama wjazdowa – detal
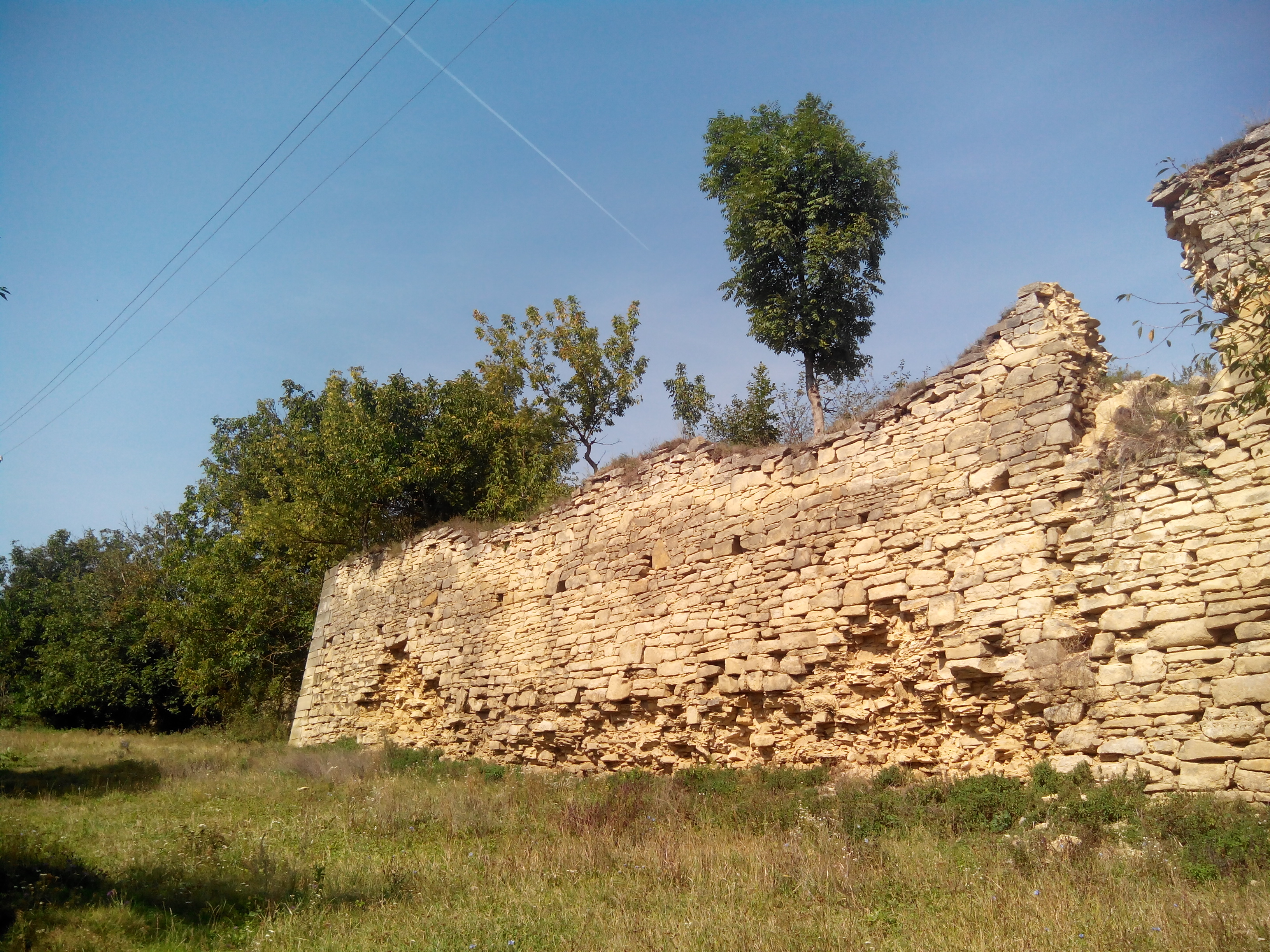
Ściana
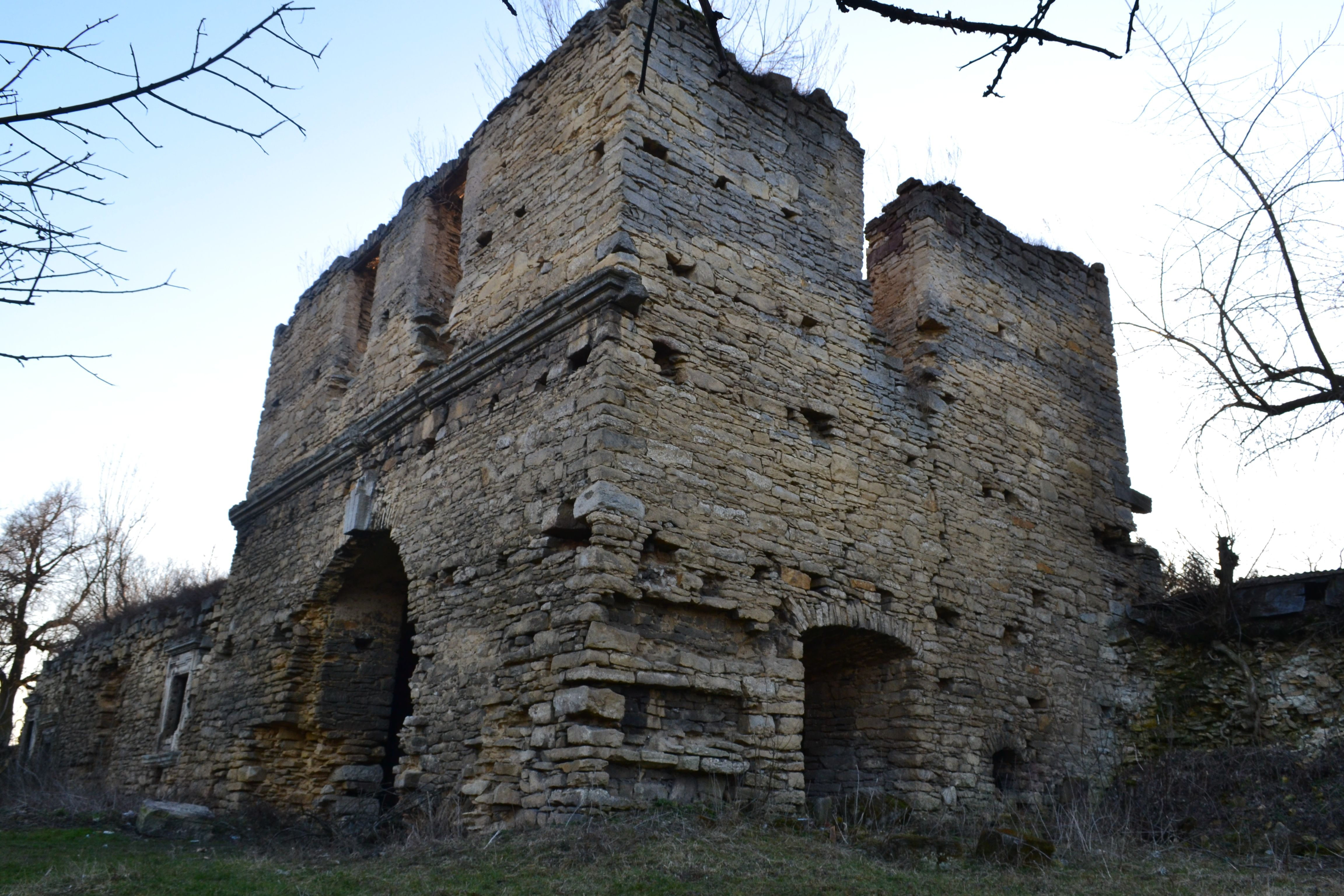
Wieża
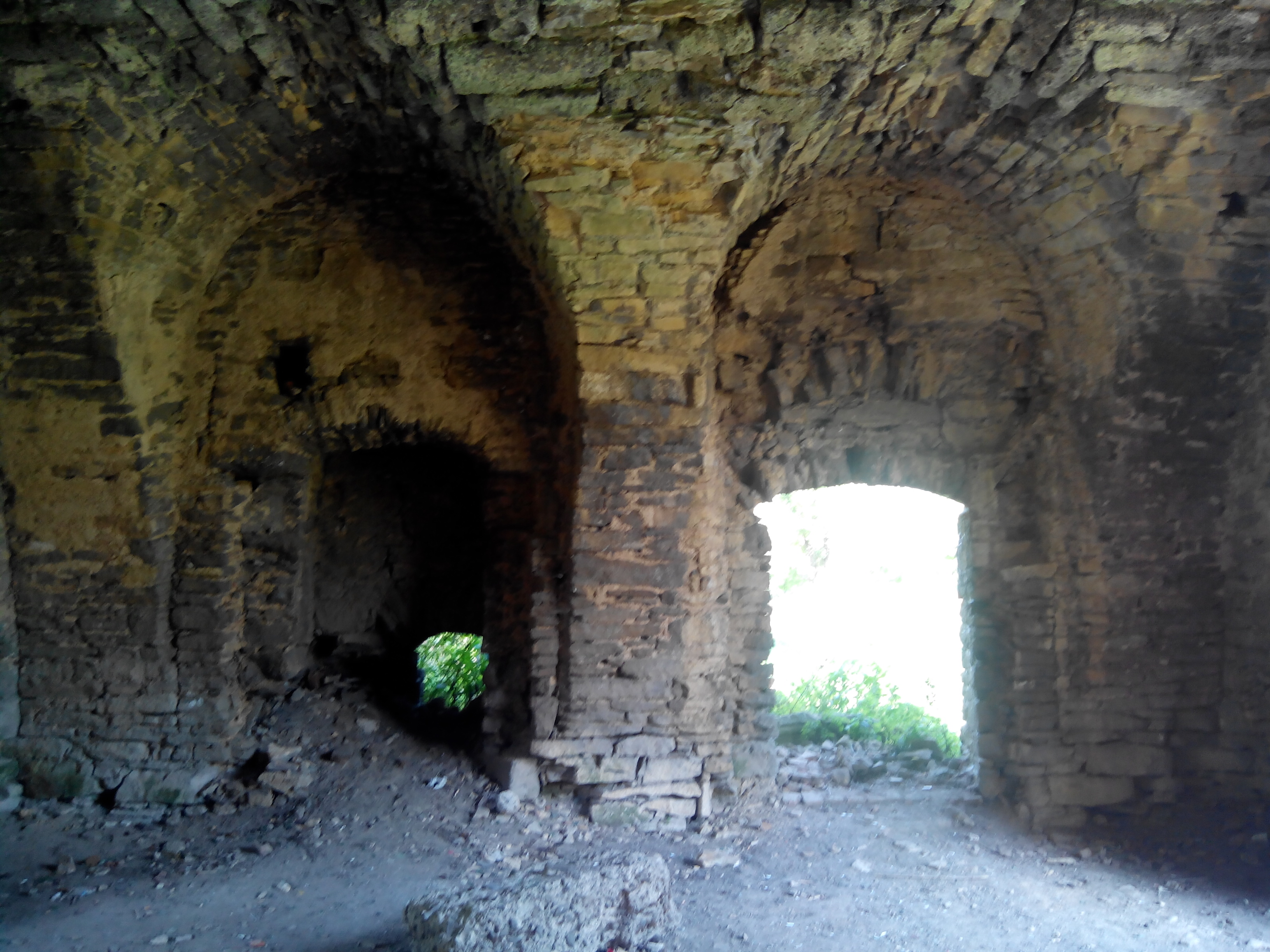
Wnętrze
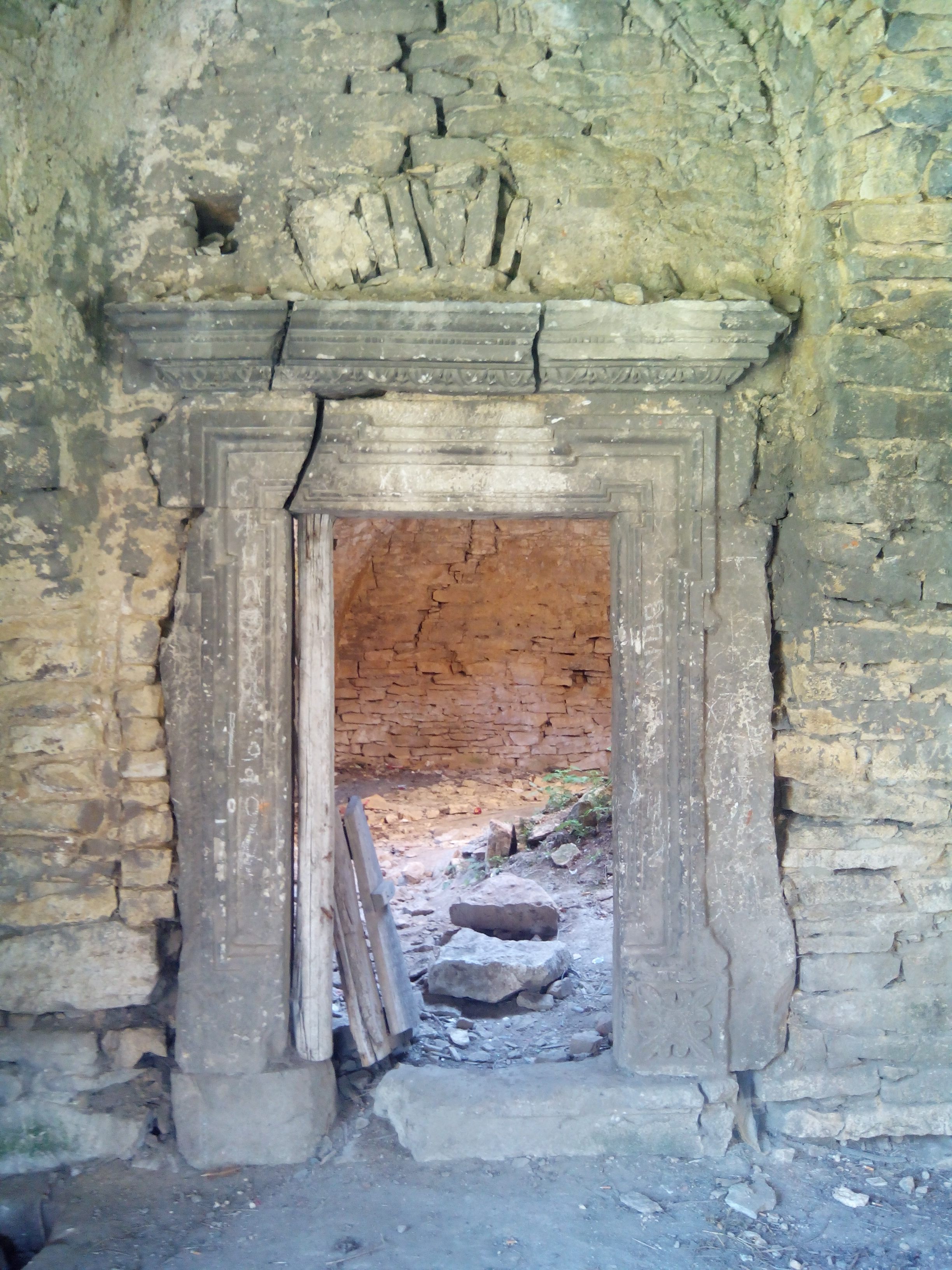
Wnętrze
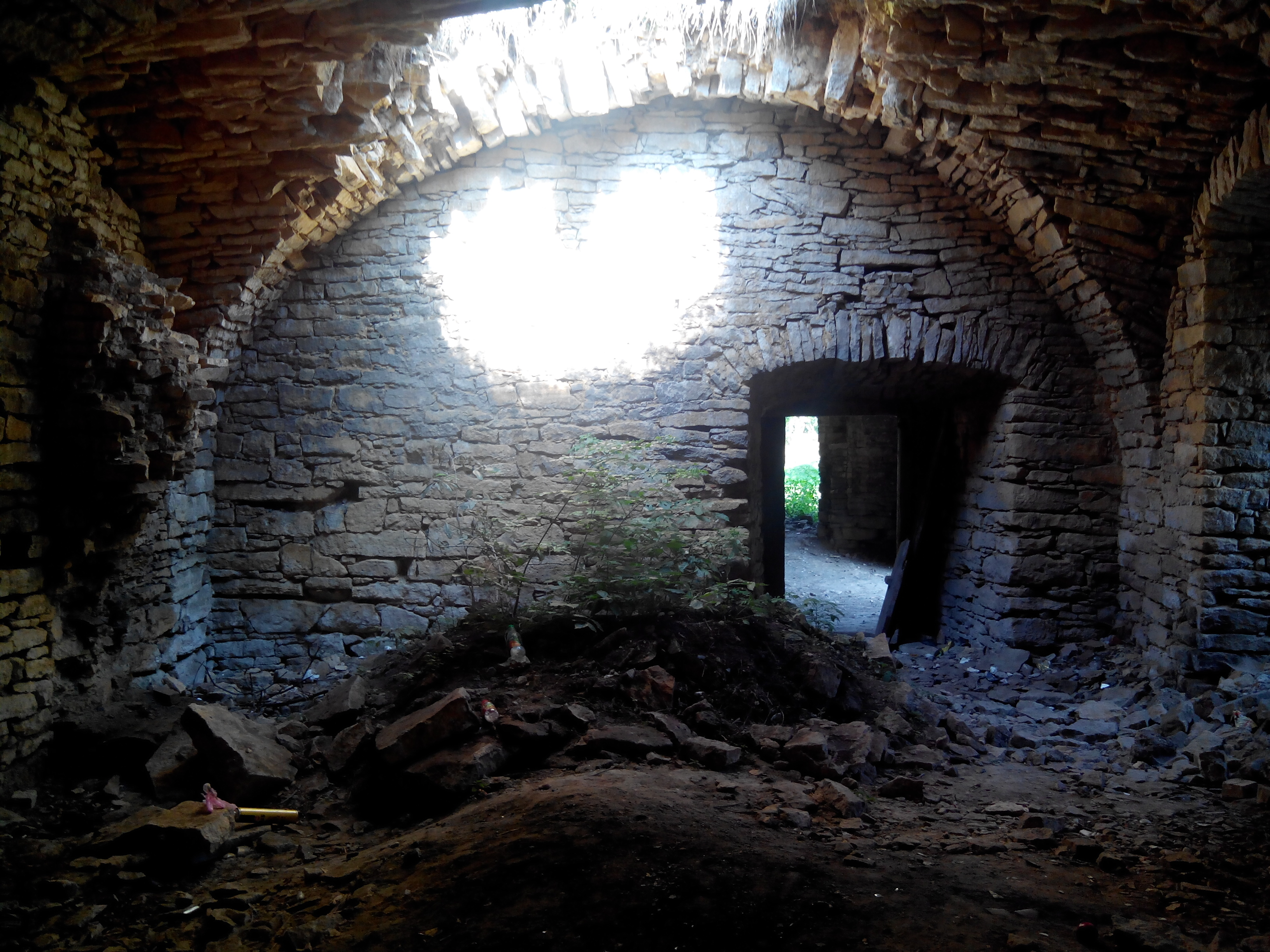
Wnętrze